# Småkärrsuddsvägen
Småkärrsuddsvägen är en bebyggelse utmed vägen Småkärrsuddsvägen vid Bondöfjärden söder om Pite havsbad i Piteå kommun. Vid SCB:s ortsavgränsning 2020 klassades bebyggelsen som en småort, men ej längre 2023.